# 1690년대
1690년대는 1690년부터 1699년까지를 가리킨다.